# Pianoro
Pianoro là một đô thị thuộc tỉnh Bologna trong vùng Emilia-Romagna nước Ý. Đô thị này có diện tích 107 km², dân số thời điểm 31 tháng 12 năm 2004 là 16.591 người.
Đô thị này có làng trực thuộc: Carteria, Gorgognano, Guzzano, Livergnano, Montecalvo, Montelungo Musiano, Pian di Macina, Rastignano, Sesto.
Đô thị này giáp các đô thị sau: Bolognano, Loiano, Monterenzio, Monzuno, Ozzano dell'Emilia, San Lazzaro di Savena, Sasso Marconi.

## Biến động dân số
==Tham khảo==